# La leggenda di Lobo
La leggenda di Lobo (The Legend of Lobo) è un film statunitense del 1962 diretto da James Algar e Jack Couffer, tratto dal racconto di Lobo di Currumpaw di Ernest Thompson Seton.
Nella versione originale il film è narrato da Rex Allen.

## Distribuzione
Il film è uscito nelle sale statunitensi il 7 novembre 1962. In Italia, invece, è uscito nel maggio 1968 e fu accompagnato dal corto Tà-tà tì-tì zin-zin bum (rititolato Suona, fischia, canta e balla).